# جون بيل (موسيقي)
جون بيل (بالإنجليزية: John Bell)‏ هو موسيقي ومغني أمريكي، ولد في 14 أبريل 1962 في كليفلاند في الولايات المتحدة.

## وصلات خارجية
- جون بيل على موقع ميوزك برينز (الإنجليزية)